# Finlande aux Jeux olympiques d'hiver de 1994
La Finlande participe aux Jeux olympiques d'hiver de 1994 à Lillehammer en Norvège du 12 au 27 février 1994. Il s'agit de sa dix-septième participation à des Jeux d'hiver.
La délégation finlandaise est composée de 61 athlètes: 47 hommes et 14 femmes.

## Liste des médaillés
| Sport                  | Discipline             | Athlète(s) |
| Médaille d'argent : 1  |                        | |
| Ski de fond            | 50 km classique hommes | Mika Myllylä |
| Médaille de bronze : 5 |                        | |
| Ski de fond            | 30 km libre hommes     | Mika Myllylä |
| Ski de fond            | 5 km classique femmes  | Marja-Liisa Kirvesniemi |
| Ski de fond            | relais 4 ×10 km hommes | Mika Myllylä Harri Kirvesniemi Jari Räsänen Jari Isometsä |
| Ski de fond            | 30 km libre femmes     | Marja-Liisa Kirvesniemi |
| Hockey sur glace       | Tournoi hommes         | Pasi Kuivalainen Marko Kiprusoff Erik Hämäläinen Timo Jutila Pasi Sormunen Janne Ojanen Esa Keskinen Saku Koivu Janne Laukkanen Marko Palo Raimo Helminen Mika Alatalo Ville Peltonen Jere Lehtinen Hannu Virta Sami Kapanen Mika Strömberg Tero Lehterä Petri Varis Jukka Tammi Jarmo Myllys Mika Nieminen Mikko Mäkelä |

| Sport            | Médaille d'or, Jeux olympiques | Médaille d'argent, Jeux olympiques | Médaille de bronze, Jeux olympiques | Total |
| ---------------- | ------------------------------ | ---------------------------------- | ----------------------------------- | ----- |
| Ski de fond      | 0                              | 1                                  | 4                                   | 5     |
| Hockey sur glace | 0                              | 0                                  | 1                                   | 1     |
| Total            | 0                              | 1                                  | 5                                   | 6     |